# ジョー・ロリー
ジョー・ロリー（Joe Lolley 、1992年8月25日 - ）は、イングランド・ウェスト・ミッドランズ州レディッチ出身のプロサッカー選手。シドニーFC所属。ポジションはMF。

## 経歴

### クラブ
16歳までバーミンガム・シティFCのアカデミーに所属していた。2011年から所属したノンリーグのリトルトンFCではミッドランド・コンビネーション（10部相当）で83試合に出場し88ゴールを決めた。2013年7月、カンファレンス・プレミア（5部相当）のキダーミンスター・ハリアーズFCに移籍。
2014年1月15日、チャンピオンシップのハダースフィールド・タウンFCに移籍。2月1日のリーズ・ユナイテッドFC戦でプロリーグ初出場を果たした。
2018年1月31日、ノッティンガム・フォレストFCに4年半契約で移籍。 
2022年8月15日、シドニーFCに2年契約で移籍。

### 代表
キダーミンスター所属時にイングランドC代表（アマチュア代表）の試合に出場した。